# Grand Prix Formule 1 van Turkije 2007
De Grand Prix Formule 1 van Turkije 2007 werd gehouden van 24 tot 26 augustus 2007 op Istanbul Park.

## Kwalificatie
| Positie | Nummer | Naam                 | Team               | Q1       | Q2       | Q3       |
| ------- | ------ | -------------------- | ------------------ | -------- | -------- | -------- |
| 1       | 5      | Felipe Massa         | Ferrari            | 1:27.488 | 1:27.039 | 1:27.329 |
| 2       | 2      | Lewis Hamilton       | McLaren-Mercedes   | 1:27.513 | 1:26.936 | 1:27.373 |
| 3       | 6      | Kimi Räikkönen       | Ferrari            | 1:27.294 | 1:26.902 | 1:27.546 |
| 4       | 1      | Fernando Alonso      | McLaren-Mercedes   | 1:27.328 | 1:26.841 | 1:27.574 |
| 5       | 10     | Robert Kubica        | BMW Sauber         | 1:27.997 | 1:27.253 | 1:27.722 |
| 6       | 9      | Nick Heidfeld        | BMW Sauber         | 1:28.099 | 1:27.253 | 1:28.037 |
| 7       | 4      | Heikki Kovalainen    | Renault            | 1:28.127 | 1:27.039 | 1:28.491 |
| 8       | 16     | Nico Rosberg         | Williams-Toyota    | 1:28.275 | 1:27.750 | 1:28.501 |
| 9       | 12     | Jarno Trulli         | Toyota             | 1:28.318 | 1:27.801 | 1:28.740 |
| 10      | 3      | Giancarlo Fisichella | Renault            | 1:28.313 | 1:27.880 | 1:29.322 |
| 11      | 23     | Anthony Davidson     | Super Aguri-Honda  | 1:28.304 | 1:28.002 |          |
| 12      | 15     | Mark Webber          | Red Bull-Renault   | 1:28.500 | 1:28.013 |          |
| 13      | 14     | David Coulthard      | Red Bull-Renault   | 1:28.395 | 1:28.100 |          |
| 14      | 17     | Alexander Wurz       | Williams-Toyota    | 1:28.360 | 1:28.390 |          |
| 15      | 18     | Vitantonio Liuzzi    | Toro Rosso-Ferrari | 1:28.798 |          |          |
| 16      | 11     | Ralf Schumacher      | Toyota             | 1:28.809 |          |          |
| 17      | 22     | Takuma Sato          | Super Aguri-Honda  | 1:28.953 |          |          |
| 18      | 19     | Sebastian Vettel     | Toro Rosso-Ferrari | 1:29.408 |          |          |
| 19      | 20     | Adrian Sutil         | Spyker-Ferrari     | 1:29.861 |          |          |
| 20      | 21     | Sakon Yamamoto       | Spyker-Ferrari     | 1:31.479 |          |          |
| 21      | 7      | Jenson Button        | Honda              | 1:28.373 | 1:28.220 |          |
| 22      | 8      | Rubens Barrichello   | Honda              | 1:28.792 | 1:28.188 |          |

## Race
| Positie | Nummer | Coureur              | Team               | Rondes | Tijd/Oorzaak uitval  | Startplaats | Punten |
| ------- | ------ | -------------------- | ------------------ | ------ | -------------------- | ----------- | ------ |
| 1       | 5      | Felipe Massa         | Ferrari            | 58     | 1:26:42.161          | 1           | 10     |
| 2       | 6      | Kimi Räikkönen       | Ferrari            | 58     | +2.275               | 3           | 8      |
| 3       | 1      | Fernando Alonso      | McLaren-Mercedes   | 58     | +26.181              | 4           | 6      |
| 4       | 9      | Nick Heidfeld        | BMW Sauber         | 58     | +39.674              | 6           | 5      |
| 5       | 2      | Lewis Hamilton       | McLaren-Mercedes   | 58     | +45.085              | 2           | 4      |
| 6       | 4      | Heikki Kovalainen    | Renault            | 58     | +46.169              | 7           | 3      |
| 7       | 16     | Nico Rosberg         | Williams-Toyota    | 58     | +55.778              | 8           | 2      |
| 8       | 10     | Robert Kubica        | BMW Sauber         | 58     | +56.707              | 5           | 1      |
| 9       | 3      | Giancarlo Fisichella | Renault            | 58     | +59.491              | 10          |        |
| 10      | 14     | David Coulthard      | Red Bull-Renault   | 58     | +1:11.009            | 13          |        |
| 11      | 17     | Alexander Wurz       | Williams-Toyota    | 58     | +1:19.628            | 14          |        |
| 12      | 11     | Ralf Schumacher      | Toyota             | 57     | +1 ronde             | 16          |        |
| 13      | 7      | Jenson Button        | Honda              | 57     | +1 ronde             | 21          |        |
| 14      | 23     | Anthony Davidson     | Super Aguri-Honda  | 57     | +1 ronde             | 11          |        |
| 15      | 18     | Vitantonio Liuzzi    | Toro Rosso-Ferrari | 57     | +1 ronde             | 15          |        |
| 16      | 12     | Jarno Trulli         | Toyota             | 57     | +1 ronde             | 9           |        |
| 17      | 8      | Rubens Barrichello   | Honda              | 57     | +1 ronde             | 22          |        |
| 18      | 22     | Takuma Sato          | Super Aguri-Honda  | 57     | +1 ronde             | 17          |        |
| 19      | 19     | Sebastian Vettel     | Toro Rosso-Ferrari | 57     | +1 ronde             | 18          |        |
| 20      | 21     | Sakon Yamamoto       | Spyker-Ferrari     | 56     | +2 rondes            | 20          |        |
| 21      | 20     | Adrian Sutil         | Spyker-Ferrari     | 53     | Benzinedruk          | 19          |        |
| Ret     | 15     | Mark Webber          | Red Bull-Renault   | 9      | Hydraulisch probleem | 12          |        |

## Wetenswaardigheden
- Raceleiders: Felipe Massa, 55 rondes (1-19, 22-42 en 44-58), Lewis Hamilton, 1 ronde (20), Heikki Kovalainen, 1 ronde (21) en Fernando Alonso, 1 ronde (43).
- Alhoewel Adrian Sutil niet gefinisht was, werd hij toch opgenomen in de eindklassering omdat hij meer dan 90% van de raceafstand heeft gereden. Dit maakt het aantal gefinishte wagens op 21, het hoogste aantal sinds de Grand Prix van Italië 2005, waar 20 auto’s finishten.

## Statistieken
| Snelste ronde | Kimi Räikkönen | Ferrari | 1:27.295 |

## Noot
- Dit was de vierhonderdste Grand Prix-start voor een Finse coureur.
- Vijfde Grand Prix-winst voor Felipe Massa.
- Tweede overwinning van de Grote Prijs van Turkije voor Felipe Massa (eerdere overwinning in 2006) en hiermee vestigde hij een nieuw record. Hij verbrak het oude record van Kimi Räikkönen en werd zo de eerste meervoudige winnaar in Turkije.